# Каваляускас, Виталиюс
Виталиюс Каваляускас (лит. Vitalijus Kavaliauskas; род. 2 июля 1983) — литовский футболист, игравший на позиции нападающего.

## Клубная карьера
Долгое время играл за «Экранас», приняв участие в 269 матчей и забив 79 голов. 2009 год провёл в микашевичском «Граните». С 2011 по 2012 год выступал за латышский «Металлург». В 2012 году вернулся в «Экранас». С 2015 года выступает за «Локомотив».

## Международная карьера
Дебют за сборную Литвы состоялся 9 февраля 2002 года в матче против сборной Молдовы.

### Голы за сборную
| #  | Дата            | Место                                      | Соперник | Счёт | Результат | Турнир            |
| -- | --------------- | ------------------------------------------ | -------- | ---- | --------- | ----------------- |
| 1. | 15 ноября 2006  | Хибернианс Граунд, Паола                   | Мальта   | 1-4  | 1-4       | Товарищеский матч |
| 2. | 22 ноября 2008  | Курессааре, Курессааре                     | Эстония  | 1-1  | 1-1       | Турнир в Эстонии  |
| 3. | 11 февраля 2009 | Эстадио Муниципаль де Албуфейра, Албуфейра | Андорра  | 1-3  | 1-3       | Товарищеский матч |